# Swojsław
Swojsław, Swosław – staropolskie imię męskie, złożone z dwóch członów: Swoj- ("swój") i -sław ("sława"). Może oznaczać "ten, który zapewnia sobie sławę". Imię to w formie skróconej mogło być jednobrzmiące z imieniem Wojsław.
Swojsław imieniny obchodzi 30 lipca i 30 sierpnia.